# Nations Cup Femenina 2011
La Nations Cup Femenina del 2011 fue la tercera edición del torneo femenino de rugby.

## Equipos participantes
- Selección femenina de rugby de Canadá (Canucks)
- Selección femenina de rugby de Estados Unidos (Eagles)
- Selección femenina de rugby de Inglaterra (Red Roses)
- Selección femenina de rugby de Sudáfrica

## Posiciones
| Pos. | Equipo         | Encuentros | Encuentros | Encuentros | Encuentros | Tantos  | Tantos    | Tantos     | Puntos Bonus | Puntos Totales |
| Pos. | Equipo         | jugados    | ganados    | empatados  | perdidos   | a favor | en contra | diferencia | Puntos Bonus | Puntos Totales |
| ---- | -------------- | ---------- | ---------- | ---------- | ---------- | ------- | --------- | ---------- | ------------ | -------------- |
| 1    | Inglaterra     | 3          | 3          | 0          | 0          | 83      | 29        | + 54       | 1            | 13             |
| 2    | Canadá         | 3          | 2          | 0          | 1          | 97      | 56        | + 41       | 2            | 10             |
| 3    | Sudáfrica      | 3          | 1          | 0          | 2          | 51      | 113       | - 62       | 1            | 5              |
| 4    | Estados Unidos | 3          | 0          | 0          | 3          | 51      | 75        | - 24       | 2            | 2              |

## Resultados
| 2 de agosto | Canadá | 52 - 17 | Sudáfrica |  |  |

| 2 de agosto | Inglaterra | 15 - 11 | Estados Unidos |  |  |

| 5 de agosto | Inglaterra | 46 - 8 | Sudáfrica |  |  |

| 5 de agosto | Canadá | 35 - 17 | Estados Unidos |  |  |

| 9 de agosto | Estados Unidos | 23 - 26 | Sudáfrica |  |  |

| 9 de agosto | Canadá | 10 - 22 | Inglaterra |  |  |

### Tercer puesto
| 13 de agosto | Estados Unidos | 29 - 9 | Sudáfrica |  |  |

### Final
| 13 de agosto | Canadá | 19 - 41 | Inglaterra |  |  |

| Bandera de Inglaterra |
| Campeón Inglaterra    |